# Profondo Sud
Il profondo Sud (in inglese Deep South) è una regione culturale e geografica nel sud-est degli Stati Uniti d'America. 
L'espressione fu dapprima utilizzata prima della guerra di secessione per indicare gli Stati federati maggiormente dipendenti dalle piantagioni di cotone e dalla schiavitù. Dopo la fine della guerra civile americana nel 1865, la regione subì ristrettezze economiche e fu epicentro delle tensioni razziali durante e dopo l'era della ricostruzione. Prima del 1945 il Profondo Sud era chiamato anche "Stati del Cotone", dato che il cotone costituiva la principale coltura da reddito per la produzione economica. Il Movimento per i diritti civili degli afroamericani negli anni Cinquanta e Sessanta contribuì alla nascita di una nuova era, talvolta chiamata New South.
Altri nomi con i quali ci si esprime per riferirsi alla regione sono Lower South (letteralmente Sud inferiore), Dixieland o Dixie.

## Stati compresi

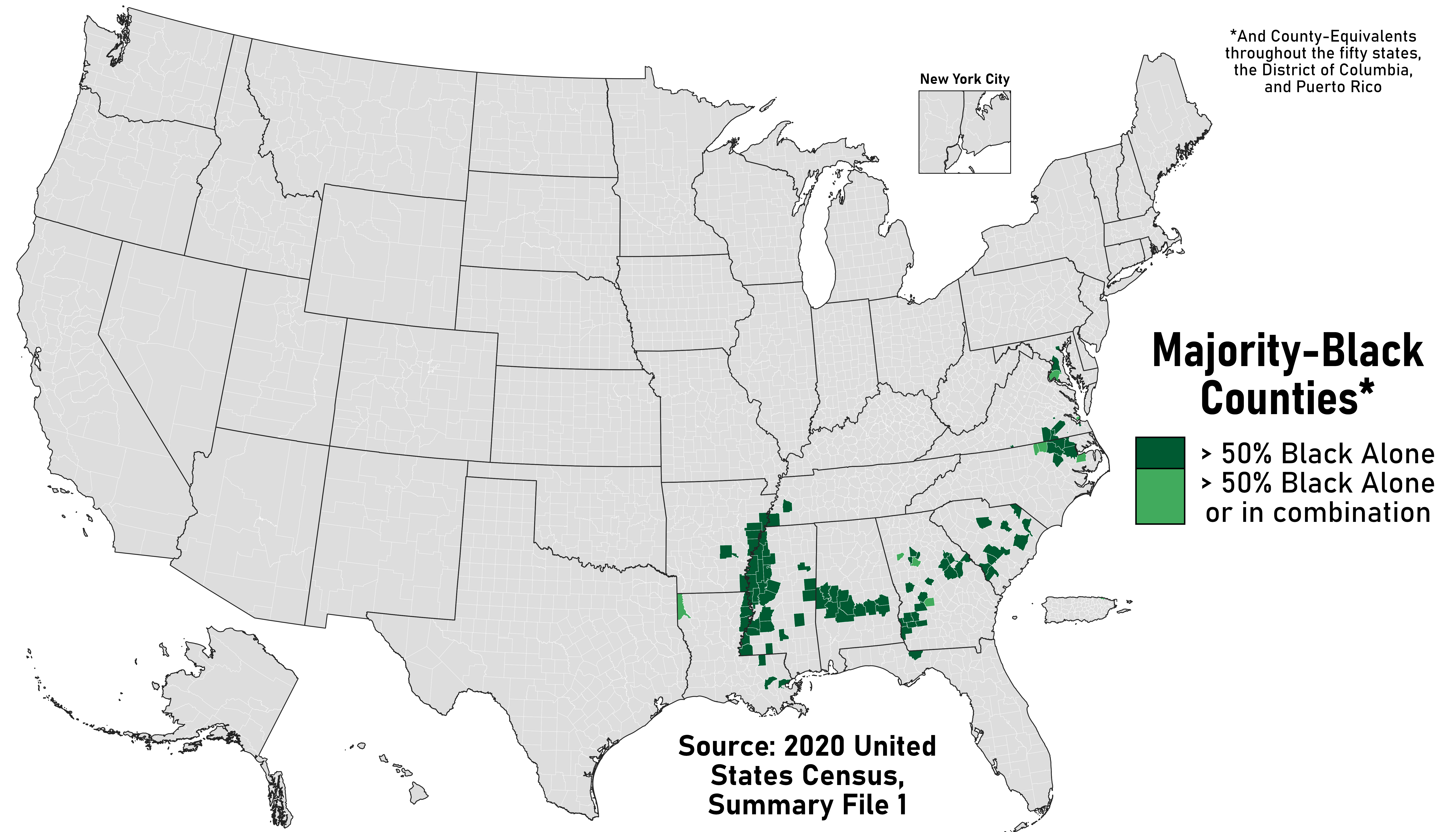
Contee a maggioranza di persone nere secondo il censimento degli Stati Uniti d'America del 2020

Nel profondo Sud vengono di volta in volta compresi i seguenti Stati federati:
- più frequentemente: Alabama, Georgia, Louisiana, Mississippi e Carolina del Sud.[4][5] Molte definizioni aggiungono a esse parte di Virginia, Tennessee, Carolina del Nord e Arkansas.[6]
- Texas e Florida sono anche talvolta inclusi[7] poiché sono Stati periferici, affacciati sul golfo del Messico, per la loro pratica della schiavitù, la grande popolazione nera, e perché parte degli Stati confederati durante la guerra di secessione. Il Texas orientale è la propaggine più occidentale del Profondo Sud, mentre la Florida settentrionale, a nord di Ocala è anche parte della regione.[4]
- il Tennessee, ed in particolare il Tennessee occidentale, viene talvolta incluso per via della sua storia di schiavitù, la prevalenza di coltivazioni del cotone durante il periodo pre-bellico,[8] e la somiglianza culturale con la regione del delta del Mississippi.[9]
- l'Arkansas è talvolta incluso[7][10] o considerato essere "alla periferia".[11]
- I sette Stati che attuarono la secessione dall'Unione prima della battaglia di Fort Sumter, e che quindi divennero gli Stati Confederati d'America, ossia Carolina del Sud, Mississippi, Florida, Alabama, Georgia, Louisiana e Texas.[12]. I primi sei stati a separarsi dall'Unione erano quelli con il maggiore numero di schiavi in percentuale. Altri quattro Stati si aggiunsero in seguito, per un totale di 11 stati.
- una grande porzione della cintura del cotone è talvolta inclusa nel "profondo Sud". Essa si estendeva, secondo le definizioni più usate, dalla Carolina del Nord orientale alla Georgia, e comprendeva gli Stati sul golfo del Messico fino al Texas orientale, includendo il Tennessee occidentale, l'Arkansas orientale e la pianura del Mississippi.[12]
- il cuore del Profondo Sud, caratterizzato da fertile terreno scuro che produceva fiorenti piantagioni di cotone, è una formazione nota come "Cintura Nera", che è divenuta una regione socioculturale; in questo contesto, è un termine utilizzato per descrivere gran parte della cintura del cotone, che aveva un'alta percentuale di lavoro schiavista afro-americano.

## Origini
Anche se spesso utilizzato nei libri di storia per riferirsi ai sette stati che in origine costituirono la Confederazione, il termine "Profondo Sud" non divenne di largo utilizzo fino alla fine della guerra civile americana. Per almeno la parte rimanente del XIX secolo, "Sud inferiore" (Lower South) era la definizione principale di questi stati. Quando "Profondo Sud" iniziò a divenire un termine largamente utilizzato alla metà del XX secolo, si applicava agli stati e alle aree della Carolina del Sud, della Georgia, dell'Alabama meridionale, della Florida settentrionale, del Mississippi, della Louisiana del nord, del Tennessee occidentale, dell'Arkansas meridionale e del Texas orientale, tutte aree con forte presenza storica di piantagioni di cotone e schiavi. Questa era la parte del Sud che molti consideravano "la più meridionale".
In seguito, la definizione generale si estese per includere tutta la Carolina del Sud, Georgia, Alabama, Mississippi e Louisiana, oltre a comprendere spesso aree confinanti come il Tennessee occidentale, il Texas orientale e la Florida settentrionale. Nella sua applicazione più ampia, il Profondo Sud è considerata un'"area all'incirca coincidente con la vecchia cintura del cotone, dalla Carolina del Nord orientale alla Carolina del Sud, ad ovest fino al Texas orientale, con estensioni a nord e sud lungo il Mississippi."

## Economia degli albori
Dopo la guerra civile la regione rimase economicamente povera. Dopo che l'era della ricostruzione terminò nel 1877, l'economia e (in misura maggiore) la politica erano controllate da una piccola parte della popolazione bianca composta da proprietari terrieri, mercanti e banchieri. Molti agricoltori bianchi erano poveri e per sopravvivere dovevano svolgere lavori manuali nelle loro fattorie. Quando i prezzi scesero, il lavoro dei fattori divenne più arduo a causa del fatto che molte grandi fattorie auto-sufficienti basate sulla coltivazione del grano e sull'allevamento dei suini, diventarono dedite alla coltivazione di cotone e tabacco, che erano più redditizi. La coltivazione del cotone richiedeva il doppio del lavoro rispetto al grano. I fattori persero la libertà di scegliere il tipo di raccolto, si indebitarono e molti furono obbligati ad affittare o a lavorare per altri. Vi fu una migrazione verso l'esterno, in maniera particolare verso il Texas, ma nel tempo la popolazione continuò a crescere e le fattorie divennero sempre più piccole. Il crescente scontento aiutò la nascita del Movimento Populista agli inizi degli anni 1890. Rappresentò una sorta di conflitto di classe, in cui i poveri agricoltori cercarono di ottenere di più dal punto di vista economico e politico.

## Dalla ricostruzione al movimento per i diritti civili
Dopo il 1950 la regione divenne l'epicentro del movimento per i diritti civili degli afroamericani; tra i principali fatti vi furono la nomina di un nuovo giovane pastore di 25 anni in una chiesa locale, Martin Luther King, il boicottaggio dei bus a Montgomery del 1955, il Sugar Bowl del 1956, la fondazione nel 1960 dello Student Nonviolent Coordinating Committee (SNCC) e l'estate della libertà del 1964.